# Kangmar (häradshuvudort i Kina, Tibet Autonomous Region, lat 28,56, long 89,68)
Kangmar (kinesiska: Kangma, 康马, 康马镇) är en häradshuvudort i Kina. Den ligger i den autonoma regionen Tibet, i den sydvästra delen av landet, omkring 190 kilometer sydväst om regionhuvudstaden Lhasa. Antalet invånare är 3 085. Befolkningen består av 1 516 kvinnor och 1 569 män. Barn under 15 år utgör 22,0 %, vuxna 15-64 år 73 %, och äldre över 65 år 4,0 %.
Runt Kangmar är det mycket glesbefolkat, med 3 invånare per kvadratkilometer. Kangmar är det största samhället i trakten. Trakten runt Kangmar består i huvudsak av gräsmarker.
Genomsnittlig årsnederbörd är 686 millimeter. Den regnigaste månaden är juli, med i genomsnitt 176 mm nederbörd, och den torraste är december, med 6 mm nederbörd.